# Кирицы (усадьба)
Усадьба С. П. фон Дервиза в Кирицах — поместье, построенное архитектором Фёдором Осиповичем Шехтелем в селе Кирицы Спасского района Рязанской области.
Усадьба построена в 1889 году по заказу Сергея Павловича фон Дервиза, происходившего из семьи обрусевших немцев. Усадьба фон Дервиза является одним из значимых исторических, культурных и туристических объектов Рязанской области. На её территории находится одиннадцать из семнадцати объектов культурного наследия региона. Часть зданий, входивших в усадебный комплекс, утрачена.

## История усадьбы
Род Визе (так звучала их фамилия первоначально) приехал в Россию в период царствования Петра Первого, позднее одним из российских императоров главе рода был пожалован наследственный дворянский титул и приставка «фон». После этого фамилия на русский манер стала писаться «фон Дервиз».
В 1905 году С. П. фон Дервиз с семьёй уехал в Париж, продав российские имения.
Усадьба в Кирицах перешла во владение князя Горчакова.
После Октябрьской революции 1917 года дворянское имение перешло в статус государственного имущества. Сразу после этого в помещениях усадьбы разместили сельскохозяйственное училище, на смену которому пришёл культурный техникум. Чуть позднее, благодаря эстетической красоте зданий усадьбы и хорошему расположению с точки зрения экологии и наличия места для купания, территория усадьбы начала использоваться в качестве дома отдыха.
С 1938 года здание усадьбы переведено в статус санатория для больных туберкулёзом детей.
В настоящее время на территории бывшей усадьбы находится туберкулёзный санаторий для детей, вход на территорию усадьбы запрещён, но напротив неё организована специальная смотровая площадка.
В 2008 году усадьба фон Дервиза в Кирицах стала одним из победителей в конкурсе «Семь чудес Рязанской области». На конкурс было представлено 78 объектов исторического, культурного и экологического значения. Внутри семи объектов, выбранных в качестве победителей, при этом нет дополнительного деления по местам или иным рейтингам.
В 2003 году были выделены средства на ремонт и реставрацию усадебного комплекса. Деньги были получены из Резервного фонда Российской федерации по указу Президента РФ Владимира Путина. Это позволило отреставрировать фасады зданий и привести в порядок внутренние помещения. Полностью были отреставрированы не только отделка, но и технические помещения, обогрев усадьбы, водопровод и тп. Была восстановлена усадебная ограда, которая имелась при фон Дервизах, но позднее была полностью утрачена. Был восстановлен и комплекс скульптур приусадебного парка, который за время советской власти и последующий период был полностью утрачен.

## Детский туберкулёзный санаторий «Кирицы»
На территории усадьбы фон Дервиза в 1938 году открылся санаторий для больных туберкулёзом детей. В нём лечится несколько форм туберкулёза и его последствий: закрытая форма туберкулёза, костно-суставный туберкулёз, последствия влияния туберкулёза на мочеполовую и лимфатическую систему, а также на зрение.
Площадь санатория позволяет одновременно разместить в нём до 200 детей. Ежегодно лечение на его территории проходит до 1300 пациентов.